# Nimfej
Nimfej  (starogrš. νυμφαῖον), v klasični Grčiji svetišče, posvečeno nimfam. Nimfeje so gradili v jamah, v gozdovih in ob izvirih, ter prvotno niso imeli arhitektonskega okrasja. Najstarejši znani nimfej je bil na južni strani Atenske akropole. V rimskem obdobju nimfej označuje razkošne fontane, okrasne vrtove in dele kopališča. Najrazkošnejši rimski nimfej je dal zgraditi leta 153 Herod Atiški v Olimpiji. Sloveniji najbližji ohranjen primerek nimfeja se nahaja v Varaždinskih toplicah, v rimskem termalnem kopališču (Aquae Iasae). Zgrajen je bil v cesarskem obdobju in okrašen z reliefnimi podobami nimf ter prizori drugih mitoloških tem.